# Walter Ramme
Walter Ramme, né le 28 janvier 1895 à Brunswick est un nageur allemand (puis peut-être américain après y avoir immigré en 1913).

## Biographie
Au 100 mètres nage libre masculin aux Jeux olympiques de 1912 à Stockholm, il réalise le 14e temps (1 min 10 s 2) des séries, mais, comme il remporte sa série, lente, il est qualifié pour le deuxième tour. Là, il termine deuxième de sa série (en 1 min 7 s 8) derrière Duke Kahanamoku et se qualifie pour la demi-finale. À cause d'une réorganisation de dernière minute du programme, la confusion règne parmi les nageurs. Les trois nageurs américains qualifiés à l'issue du deuxième tour (Kenneth Huszagh, Duke Kahanamoku et Perry McGillivray) ne se présentent pas aux demi-finales croyant être déjà qualifiés pour la finale. Tous les nageurs qui se présentent aux demi-finales se trouvent de fait qualifiés, dont Ramme, en 1 min 5 s 8. Une troisième demi-finale est courue pour les Américains et l'Italien Mario Massa. En finale, Walter Ramme termine 5e et dernier en 1 min 6 s 4,.
Il émigre aux États-Unis en 1913 et il nage pour le New York Athletic Club
Le 22 janvier 1915, il établit avec le New York Athletic Club le record du monde du 4 × 50 yards nage libre,.
Sa date de décès n'est pas connue.